# بيلوهيرسك
بيلوهيرسك (Білогірськ) هي مدينة في القرم في أوكرانيا.
يبلغ عدد سكانها حوالي 18253 نسمة.

## توأمة
لبيلوهيرسك اتفاقيات توأمة مع كل من:
- Nowe Miasto Lubawskie [الإنجليزية]‏
- بيلوغورسك (2017 - )

## أعلام
- يوري موروزوف
- بكير جوبان زاده